# Sporting Clube de Portugal (nogomet)
Sporting Clube de Portugal Lisabon je nogometna momčad sportskog društva Sporting Clube de Portugal iz glavnog portugalskog grada Lisabona.

## Uspjesi

### Domaći uspjesi

#### Ligaški
- Primeira Liga
  - Prvak (21): 1940./41., 1943./44., 1946./47., 1947./48., 1948./49., 1950./51., 1951./52., 1952./53., 1953./54., 1957./58., 1961./62., 1965./66., 1969./70., 1973./74., 1979./80., 1981./82., 1999./2000., 2001./02., 2020./21., 2023./24., 2024./25.

#### Kupski
- Taça de Portugal
  - Osvajač (18): 1940./41., 1944./45., 1945./46., 1947./48., 1953./54., 1962./63., 1970./71., 1972./73., 1973./74., 1977./78., 1981./82., 1994./95., 2001./02., 2006./07., 2007./08., 2014./15., 2018./19., 2024./25.
- Taça da Liga
  - Osvajač (4): 2017./18., 2018./19., 2020./21., 2021./22.
- Supertaça Cândido de Oliveira
  - Osvajač (9): 1982., 1987., 1995., 2000., 2002., 2007., 2008., 2015., 2021.
- Campeonato de Portugal
  - Osvajač (4): 1922./23., 1933./34., 1935./36., 1937./38.

### Europski
- Kup pobjednika kupova
  - Osvajač (1): 1963./64.

## Rivali
Najveći rivali nogometne momčadi Sportinga su Benfica i Porto.

## Hrvatski igrači u klubu
- Robert Špehar
- Petar Krpan
- Tomislav Ivković
- Andrija Balajić

## Poznati igrači
- Cristiano Ronaldo
- Luís Figo
- Fernando Peyroteo
- Paulo Bento
- Ricardo Sá Pinto
- João Pinto
- Nuno Gomes
- Mário Jardel
- Tomislav Ivković
- Budimir Vujačić
- Simão
- Ricardo Quaresma
- Derlei
- João Moutinho
- Miguel Veloso
- Pedro Mendes
- Milan Purović
- Simon Vukčević
- Vladimir Stojković
- Liédson
- Ricardo Fernandes
- Sportsko društvo Sporting
- Sporting Lisabon (košarka)
- Sporting Lisabon (rukomet)
- Momčad u hokeju na koturaljkama

## Vanjske poveznice
- www.sporting.pt (na portugalskom)
- Sportingovi navijači - Directivo Ultras XXI
- Torcida Verde